# Мерджиненій-де-Сус
Мерджиненій-де-Сус (рум. Mărginenii de Sus) — село у повіті Димбовіца в Румунії. Входить до складу комуни Дерменешть.
Село розташоване на відстані 61 км на північний захід від Бухареста, 23 км на схід від Тирговіште, 81 км на південь від Брашова.

## Населення
За даними перепису населення 2002 року у селі проживали 1219 осіб. Рідною мовою 1218 осіб (99,9%) назвали румунську.
Національний склад населення села:
| Національність | Кількість осіб | Відсоток |
| -------------- | -------------- | -------- |
| румуни         | 1207           | 99,0%    |
| цигани         | 11             | 0,9%     |